# Sauropus amabilis
Sauropus amabilis är en emblikaväxtart som beskrevs av Airy Shaw. Sauropus amabilis ingår i släktet Sauropus och familjen emblikaväxter. Inga underarter finns listade i Catalogue of Life.